# Guy Standing
Guy Standing, född 9 februari 1948 är en brittisk professor i utvecklingsstudier vid School of Oriental and African Studies (SOAS), University of London,. Han är även medgrundare av Basic Income Earth Network (BIEN). 1975 till 2006 arbetade han vid ILO, bland annat som chef för dess socioekonomiska säkerhetsprogram som ansvarade för en större rapport om socioekonomisk trygghet världen över och för skapandet av Decent Work Index.I sina senaste böcker har han fokuserat på det framväxande prekariatet och behovet av basinkomst och deliberativ demokrati.

## Teori
Standings samhällsteori kretsar i hög grad kring idén om basinkomst. Hans mest kända bok är The Precariat: The New Dangerous Class, publicerad 2011. I boken argumenterar han för att globaliseringen har medfört att miljontals människor hamnat i ett prekärt tillstånd med otrygghet beträffande inkomst, arbete och identitet. Han menar att detta nu är så omfattande att man måste se det som en framväxande ny samhällsklass. Om politiker undviker reformer för att komma tillrätta med detta, det vill säga basinkomst på tillräckligt hög nivå, eller något åt det hållet, ser han framför sig en våg av ilska och våld liksom även att högerextrema partier växer sig större. Han menar också att fackföreningarna över lag har misslyckats med att svara upp mot prekariatets behov.

## Biografi (utvalda delar)

### Böcker
- Standing, Guy (1999). Global labour flexibility: seeking distributive justice. New York: St. Martin's Press. ISBN 9780333776520
- Standing, Guy (2002). Beyond the new paternalism: basic security as equality. London New York: Verso. ISBN 9781859843451
- Standing, Guy; November, Andràs (2003). Un revenu de base pour chacun(e). Genève: Bureau international du travail. ISBN 9789222151264
- Standing, Guy (2005). Promoting income security as a right Europe and North America. London: Anthem Press. ISBN 9780857287328
- Standing, Guy (2009). Work after globalization: building occupational citizenship. Cheltenham, UK Northampton, Massachusetts: Edward Elgar. ISBN 9781848447783
- Standing, Guy; Jhabvala, Renana; Unni, Jeemol; Rani, Uma (2010). Social income and insecurity: a study in Gujarat. London New York: Routledge. ISBN 9780415585743
- Standing, Guy (2011). The Precariat. London: Bloomsbury Academic. ISBN 9781849664554
- Standing, Guy (2014). A Precariat Charter: from denizens to citizens. London New York: Bloomsbury Academic. ISBN 9781472510396

### Artiklar
- Standing, Guy (mars 1999). ”Global feminization through flexible labor: a theme revisited”. World Development (Elsevier) 27 (3):  sid. 583–602. doi:10.1016/S0305-750X(98)00151-X. http://dx.doi.org/10.1016/S0305-750X(98)00151-X.
- Standing, Guy; Bonnet, Florence; Figueiredo, José B. (juni 2003). ”A family of decent work indexes”. International Labour Review (Wiley) 142 (2):  sid. 213–238. doi:10.1111/j.1564-913X.2003.tb00259.x. http://dx.doi.org/10.1111/j.1564-913X.2003.tb00259.x.
- Standing, Guy (24 maj 2011). ”The precariat: new dangerous class”. Policy Network (think tank). Arkiverad från originalet den 10 januari 2018. https://web.archive.org/web/20180110060523/http://www.policy-network.net/pno_detail.aspx?ID=4004&title=+The+Precariat+%E2%80%93+The+new+dangerous+class. Läst 5 april 2015.
- Standing, Guy (27 januari 2012). ”The precariat: why it needs deliberative democracy”. openDemocracy. http://www.opendemocracy.net/guy-standing/precariat-why-it-needs-deliberative-democracy. Läst 4 juli 2014.
- Standing, Guy (19 augusti 2012). ”Britain's labour figures hide the real hours we work every day”. The Guardian | Comment is free. http://www.theguardian.com/commentisfree/2012/aug/19/britian-labour-figures-hide-real-workload. Läst 4 juli 2014.